# 토카타와 푸가 라단조

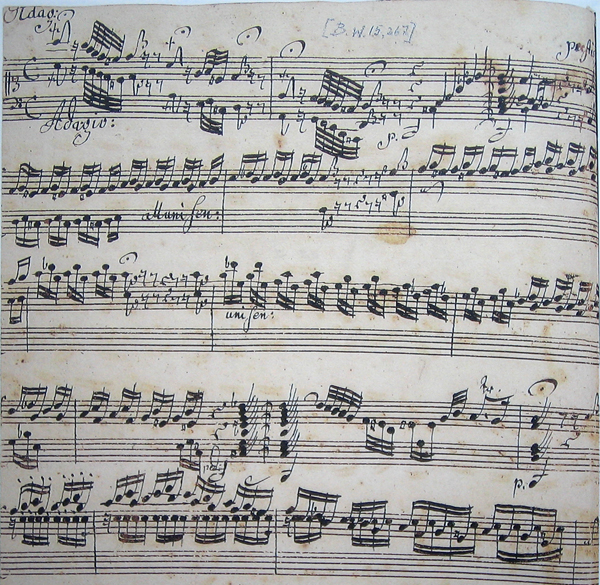

《토카타와 푸가 라단조》(Toccata and Fugue in D minor, BWV 565)는 바흐가 작곡한 오르간 음악이다.
독일의 작곡가이자 오르가니스트인 바흐가 오르간을 위해서 작곡한 <토카타와 푸가>에는 명곡이 많으나, 이 라단조의 곡은 특히 유명하다. 젊은 힘이 넘치는 웅대한 곡이며, 바흐의 가장 개성적인 작품의 하나일 것이다. 스토코프스키 등에 의한 관현악용의 편곡으로도 알려져 있다. 토카타와 푸가는 바로크 시대의 새로운 기악음악의 형식인 '푸가' 가 나타난다. 여기서 푸가란, 앞의 곡 연주 형식을 모방하여 들려주는 부분을 말한다.